# Faris Efendić
Faris Efendic (20 febbraio 1983) è un ex calciatore bosniaco, di ruolo portiere.

## Carriera

### Club
Efendic cominciò la carriera con la maglia dei tedeschi del Tennis Borussia Berlino, per poi passare al Tasmania Berlino e all'Eintracht Trier. Tornò poi in patria per militare nei bosniaci dell'Olimpik Sarajevo, nel Čelik Zenica, nello Željezničar, nell'Orašje, nel Velež Mostar e ancora nel Čelik Zenica.
Passò poi ai norvegesi dell'Alta, club di Adeccoligaen. Esordì in squadra il 5 aprile 2010, quando fu titolare nella sconfitta per 3-0 contro il Fredrikstad. Difese i pali della formazione per due stagioni, ritrovandosi poi svincolato.